# Études musulmanes
Études musulmanes (Muslimische Studien) ist eine französischsprachige Buchreihe mit kommentierten Übersetzungen aus der arabischen Tradition und thematischen Studien zu diesem Bereich. Sie erscheint in dem 1911 gegründeten Verlag Vrin. Sie wird derzeit von Cristina d’Ancona Costa herausgegeben. Die Reihe leistet einen gelehrten Beitrag zur Koranexegese, zur arabisch-islamischen Philosophie und zur Geschichte der arabischen Zivilisation des Mittelalters. Der 1. Band war La cité musulmane. Vie sociale et politique (1954) des französischen katholischen Priesters und Historikers Louis Gardet (1904–1986). Die Reihe umfasst inzwischen mehrere Dutzend Bände.
Zahlreiche bedeutende Gelehrte lieferten Beiträge zu der Reihe, darunter Louis Massignon, Jean-Louis Michon, Claude Gilliot oder Farhad Daftary, um nur einige wenige zu nennen.
Die folgende Übersicht erhebt keinen Anspruch auf Aktualität oder Vollständigkeit:

## Bände (Auswahl)
- La Dialectique. Livre I du Kitāb al-Ğadal. Avicenne (Ibn Sīnā)
- Hétérodoxes et non musulmans dans la pensée d’Abū Ḥāmid al-Ġazālī. Emmanuel Pisani
- Destruction de la Destruction [Tahāfut al-tahāfut]. Averroès (Ibn Rušd)
- De la matière à l’intellect. L’âme et la substance de l’homme dans l’œuvre d’al-Fārābī. Jawdath Jabbour
- Noétique et théorie de la connaissance dans la philosophie arabe. Des traductions gréco-arabes aux disciples d’Avicenne du IXe au XIIe siècle. Meryem Sebti et Daniel De Smet (dir.)
- L’itinéraire spirituel d’après les commentaires soufis du Coran. Nayla Tabbara
- La maitrise de la concupiscence. Mariage, célibat et continence sexuelle en Islam, des origines au Xe /XVIe siècle. Mohammed Hocine Benkheira
- Pensées médiévales en hébreu et en arabe. Études (1931–1981). Georges Vajda
- Quatre acteurs du dialogue islamo-chrétien. Arnaldez, Caspar, Jomier, Moubarac. Maurice Borrmans
- Aspects de la pensée musulmane. Roger Arnaldez
- De l’Antiquité tardive au Moyen Âge. Études de logique aristotélicienne et de philosophie grecque, syriaque, arabe et latine offertes à Henri Hugonnard-Roche. Elisa Coda et Cecilia Martini Bonadeo (éd.)
- Commentaire sur le livre Lambda de la Métaphysique d’Aristote. Avicenne
- Les ismaéliens dans les sociétés musulmanes médiévales. Farhad Daftary
- Le traité médical (Kitâb al-Taysir). Ibn Zuhr de Séville
- Le critère de distinction entre l’Islam et l’incroyance. Al-Ghazālī
- Le Réel et les réalités. Mullā Ṣadrā Shīrāzī et la structure de la réalité. Cécile Bonmariage
- Légende des Assassins. Mythe sur les Ismaéliens. Farhad Daftary
- Les sciences coraniques. Grammaire, droit, théologie et mystique. Roger Arnaldez
- Al Farabi et l’école d’Alexandrie. Philippe Vallat
- Grammaire et théologie chez Ibn Hazm de Cordoue. Roger Arnaldez
- Fakhr al-Dîn al-Râzî commentateur du Coran et philosophe. Roger Arnaldez
- L’ontologie modale. Étude de la théorie des modes d’abu Hasim al-Gubba’i. Ahmed Alami
- L’Islam vécu en Egypte (1945–1975). Jacques Jomier
- Orthodoxie, subversion et Réforme en Islam. Gazali et les Seljuqides. Mustapha Hogga
- Musique et danse selon Ibn Taymiyya. Jean-R. Michot
- Le livre du licite et de l’illicite. Al-Gazali
- Traité des habitants de la cité idéale. Al-Farabi
- Exégèse, langue et théologie en Islam. L’exégèse coranique de Tabari (m.311/923). Claude Gilliot
- Le Soufi marocain Ahmad Ibn Ajiba et son Mi’raj. Jean-Louis Michon
- Nouveau regard sur la voie spirituelle d’Abd al-Quâdir al-Jilânî. André Demeerseman
- La vie future selon le Coran. Soubhi El Saleh
- Mystique musulmane. Aspects et tendances Expériences et techniques. Louis Gardet et M. M. Anawati
- Livre de l’amour, du désir ardent, de l’intimité et du parfait contentement. Al-Gazali
- L’amour de Dieu chez Gazali. Une philosophie de l’amour à Bagdad au début du XIIe siècle. Marie-Louise Siauve
- La métaphysique du Shifâ. Livres VI à X. Avicenne
- Logique aristotélicienne et grammaire arabe. A. Elamrani-Jamal
- L’humanisme arabe au IVe–Xe siècle : Miskawayh, philosophe et historien. Mohammed Arkoun
- La cité musulmane. Vie sociale et politique. Louis Gardet
- Penser l’Islam. Les présupposés islamiques de l’“Art” de Lull. Dominique Urvoy
- Théorie de l’acte humain en théologie musulmane. Daniel Gimaret
- La morale d’Avempace. Georges Zainaty
- La métaphysique du Shifâ. Livres I à V. Avicenne
- Le problème de la liberté humaine dans la pensée musulmane (Solution mu’tazilite). Chikh Bouamrane
- L’autorité dans la pensée musulmane. Camille Mansour
- Akhbar Al-Hallaj. Louis Massignon
- La grande épreuve : Uthmân. Taha Hussein
- Études de Philosophie musulmane. Georges C. Anawati
- Penseurs musulmans et religions iraniennes. Guy Monnot
- L’accord unanime de la communauté comme fondement des statuts légaux de l’Islam. Marie Bernand
- L’Organon d’Aristote dans le monde arabe. Ses traduction, son étude et ses applications. I. Madkour
- Les grands problèmes de la théologie musulmane. Dieu et la destinée de l’homme. Louis Gardet
- La source de la vie. Livre III De la démonstration de l’existence des substances simples. Ibn Gabirol (Avicembron)
- Abraham dans le Coran. Y. Moubarac
- La notion de certitude selon Ghazali dans ses origines psychologiques et historiques. F. Jabre
- La philosophie des Ihwan as-Safa. Y. Marquet
- Essai sur les origines du lexique technique de la mystique musulmane. Louis Massignon
- Le prophète de l’Islam. Hamidullah